# Laephotis botswanae
Laephotis botswanae là một loài động vật có vú trong họ Dơi muỗi, bộ Dơi. Loài này được Setzer mô tả năm 1971.